# 大洋街道 (临海市)
大洋街道，中国浙江省台州市临海市下辖的一个街道。

## 行政区划
下辖以下地区：
府东社区、六角井社区、富康社区、高桥社区、大洋社区、吉利社区、望湖社区、洋头社区、新桥头社区、林桥社区、国庆村、双桥村、绿化村、山峰村、丁家洋村、泾头项村、五家殿村、五峰村、五孔岙村、临东村、麻地头村、梅岙村、双田村、狮云村、柘溪村、洛河村、桑园村、下洋岩村、塘里村、西林村、庄头村、前江村、开石村、桥东村、西新村和临海市良种场社区。